# Xingu
Lo Xingu (in portoghese Rio Xingu) è un fiume brasiliano che nasce nello Stato del Mato Grosso e attraversa lo Stato del Pará, sboccando vicino alla foce del fiume Rio delle Amazzoni, del quale è un affluente di destra.
Nella regione della sua sorgente attraversa il Parco Indigeno dello Xingu, il primo parco indigeno del Brasile. Il fiume è la principale fonte di acqua e alimentazione per una popolazione di circa 4 500 indigeni che vivono nel parco. Costantemente minacciato dall'espansione della frontiera agricola, con il conseguente utilizzo dei suoi principali affluenti della regione, che si incontrano tutti fuori dell'area del parco.
Sul fiume Xingu è in costruzione la diga di Belo Monte (conosciuta prima come Kararaô) che, una volta terminata, costituirà il secondo complesso idroelettrico più grande del Brasile.